# Seznam domů U Zlatého lva
Domů s názvem U Zlatého lva je více a některé z nich byly prohlášeny za kulturní památku České republiky:
zbořené domy
- Dům U Zlatého lva (Černý pivovar) v Praze na Karlově náměstí[1]

stojící domy
- Dům U Zlatého lva v Havlíčkově Brodu, Havlíčkovo náměstí č.p. 176, zvaný také Říčanský dům[2]
- Dům u Zlatého lva na Velkém náměstí v Hradci Králové[3]
- Dům U Zlatého lva v Hranicích, Masarykovo náměstí č.p. 5[4]

- Dům U Zlatého lva v Chebu, náměstí Krále Jiřího z Poděbrad č.p. 509/8[5][6]

- Dům U Zlatého lva v Jičíně, Valdštejnovo náměstí č.p. 3, zvaný také Arnoštovský dům[7]

- Dům U Zlatého lva v Kolíně, Karlovo náměstí č.p. 90;[8] v roce 2020 byla opravena fasáda[9]

- Dům U Zlatého lva v Olomouci, 1. máje č.p. 833/18, zvaný také U Žlutého lva;[10] je na seznamu ohrožených památek[11]
- Dům U Zlatého lva v Praze na Hradčanech, Pohořelec č.p. 113/23[12]
- Dům U Zlatého lva v Praze na Hradčanech, Zámecké schody č.p. 189/8, zvaný také Colloredovský dům[13]
- Dům U Zlatého lva v Praze na Malé Straně, Malostranské náměstí č.p. 261/10, zvaný také dům Trostovských[14]
- Dům U Zlatého lva v Praze na Malé Straně, Hroznová č.p. 493/5, Na Kampě č.p. 493/7[15]
- Dům U Zlatého lva v Praze na Malé Straně, Nerudova č.p. 219/32, známý také jako Dittrrichova lékárna[16]
- Dům U Zlatého lva v Praze na Starém Městě, Melantrichova č.p. 466/9, zvaný i U Červeného vlčka[17]
- Dům U Zlatého lva v Praze na Starém Městě, Ovocný trh č.p. 568/17, Celetná 568/32[18]

jiné objekty s názvem U Zlatého lva
- název U Zlatého lva nese také nejstarší a stále fungující restaurace v Ostravě, která byla postavena v roce 1769 a původně sloužila jako zájezdní hostinec

## Galerie

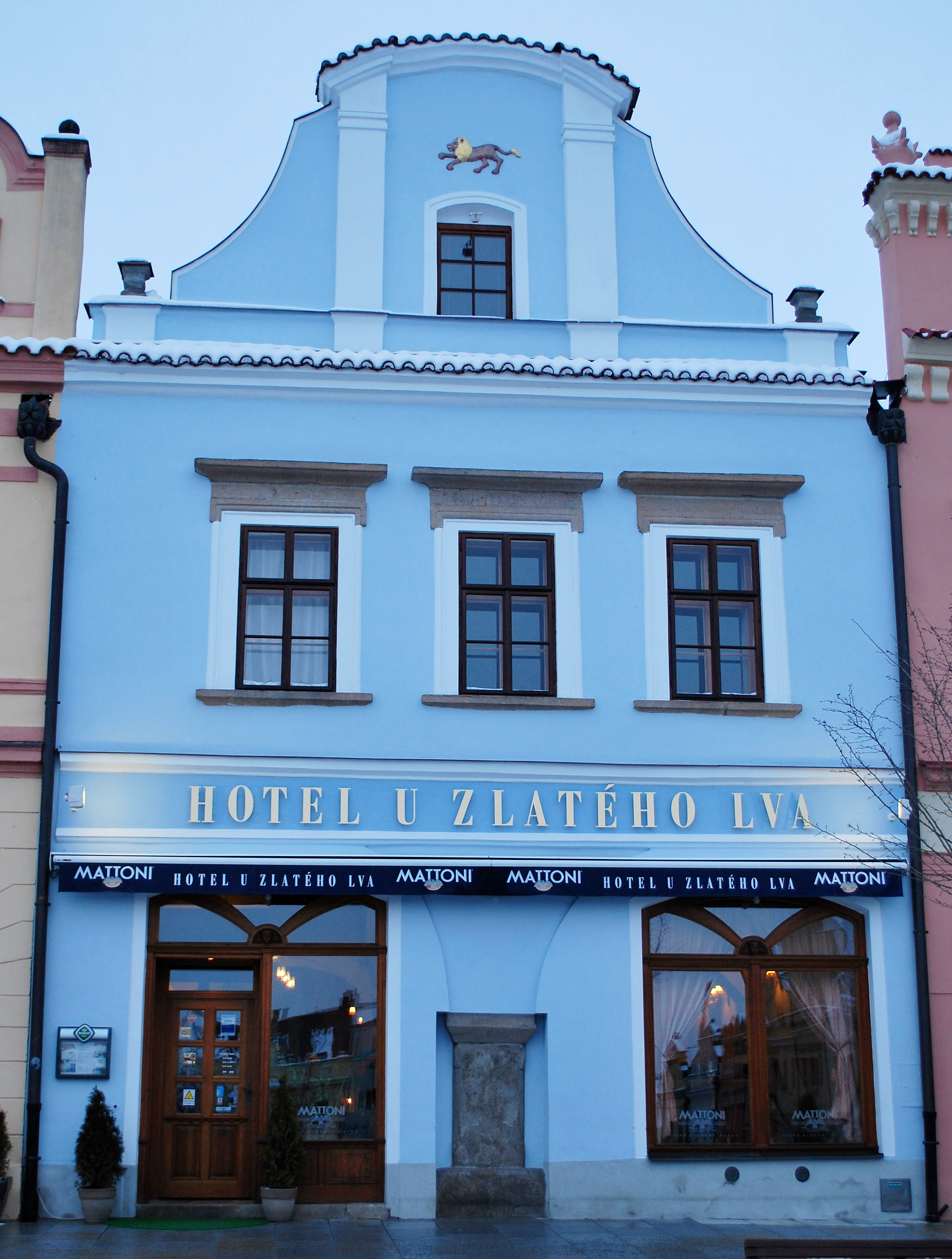
Havlíčkův Brod
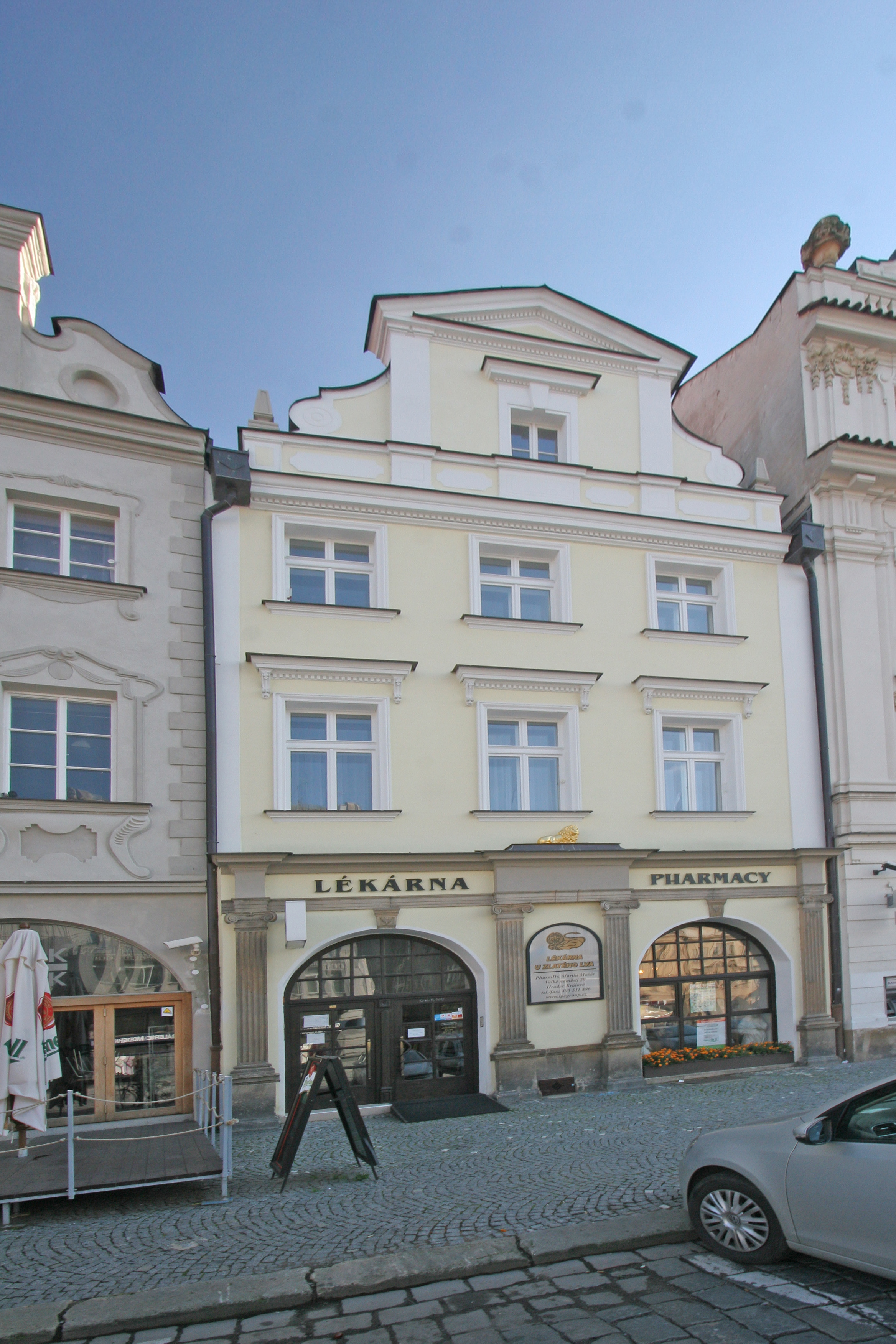
Hradec Králové
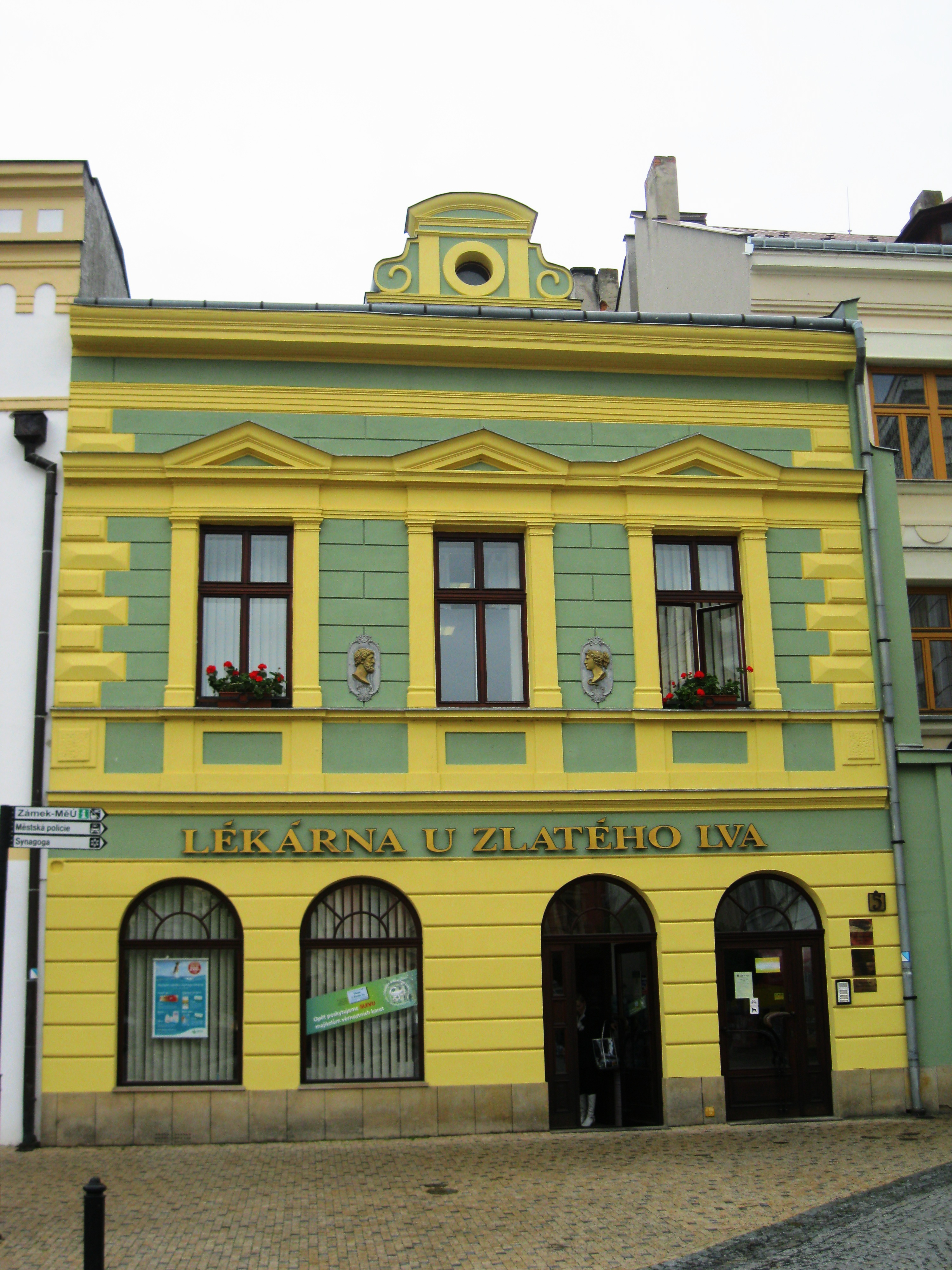
Hranice
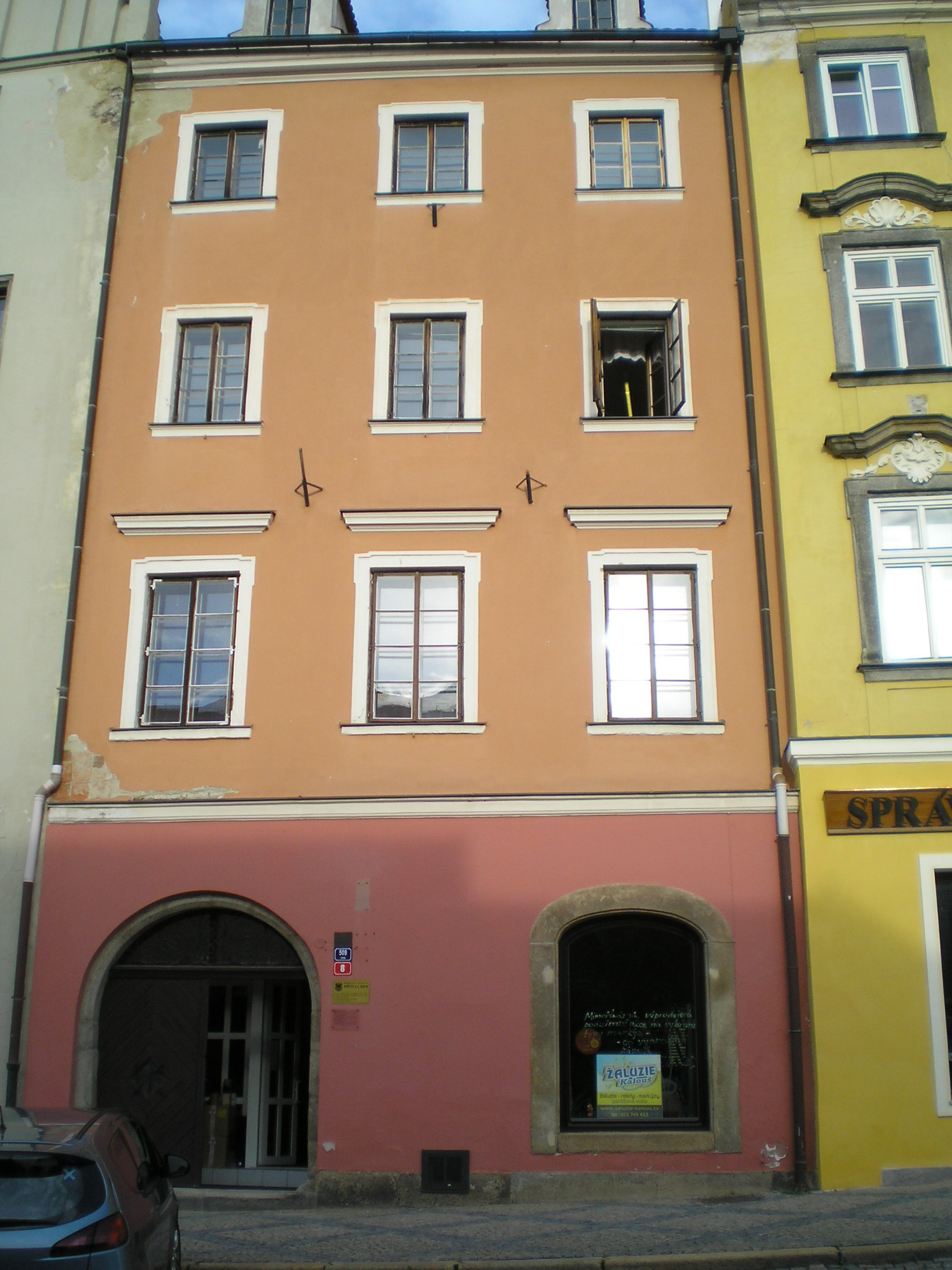
Cheb
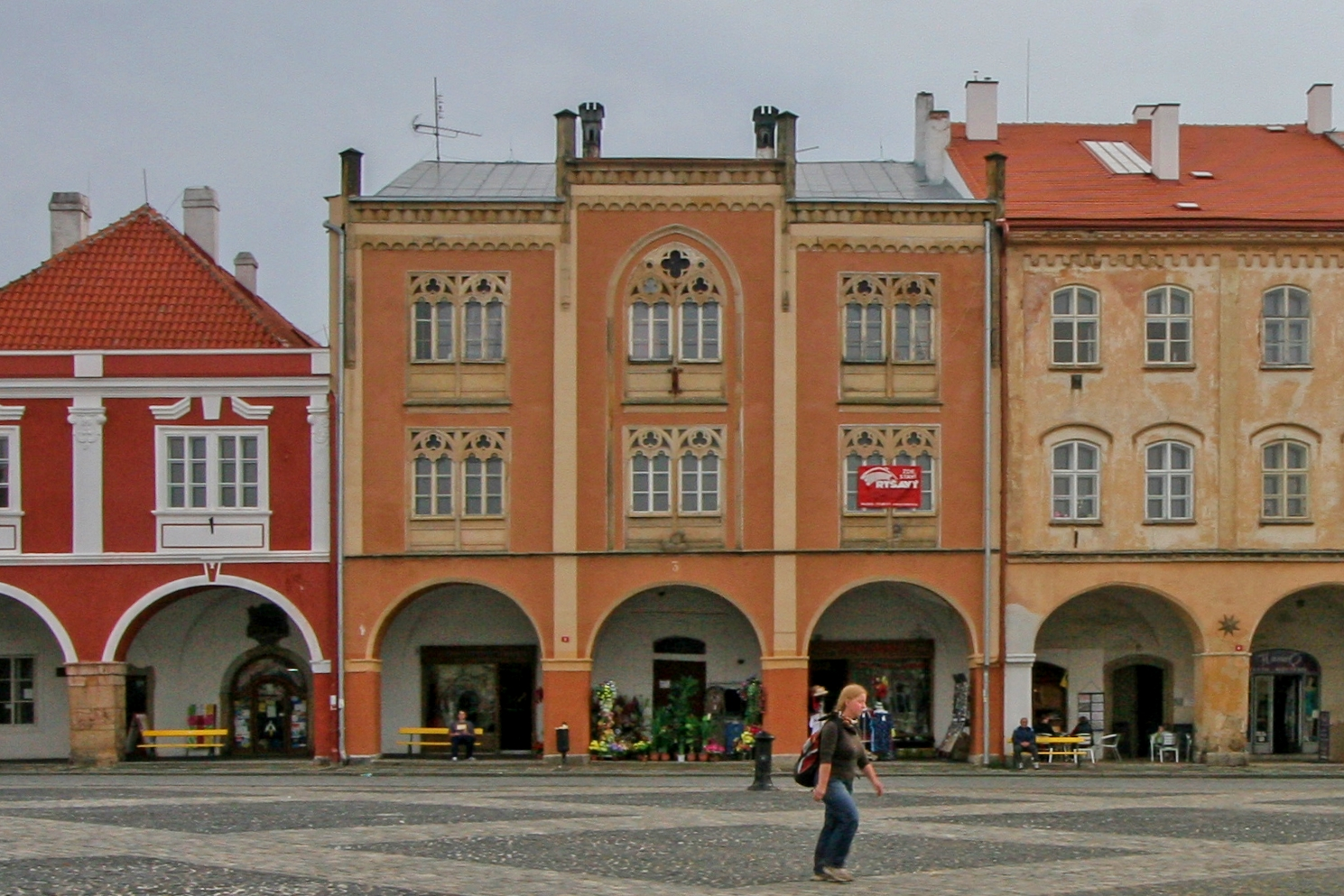
Jičín
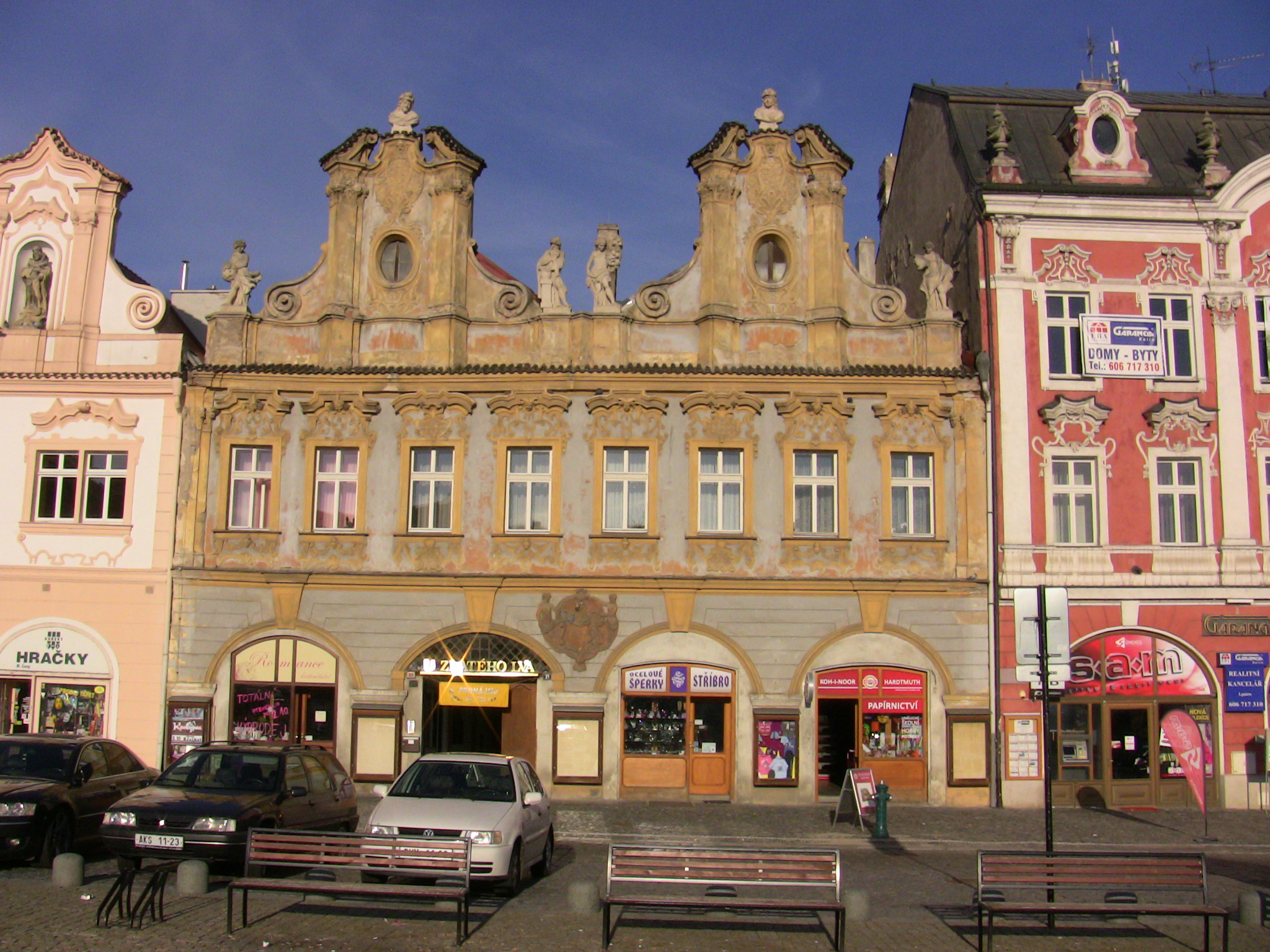
Kolín
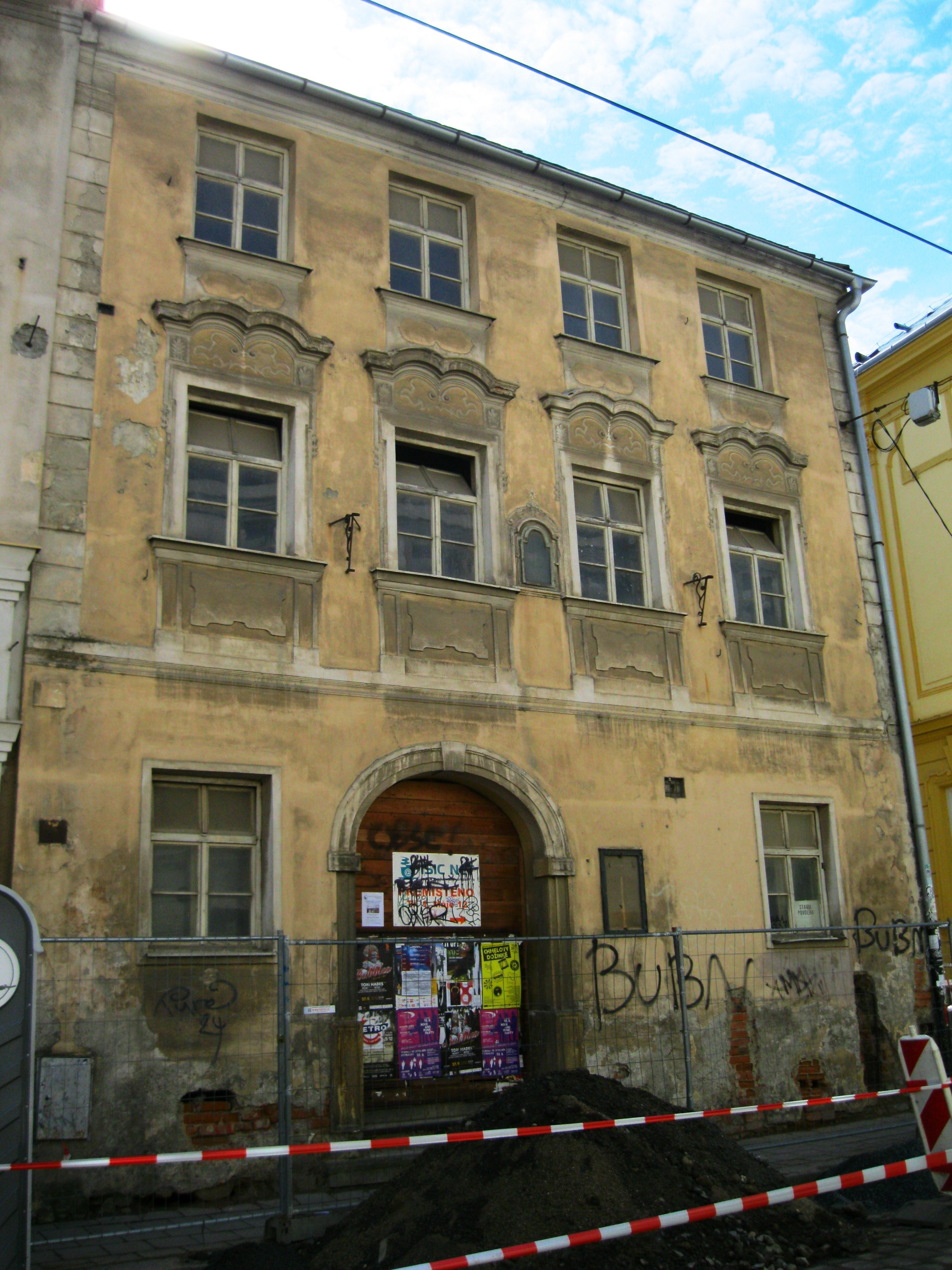
Olomouc
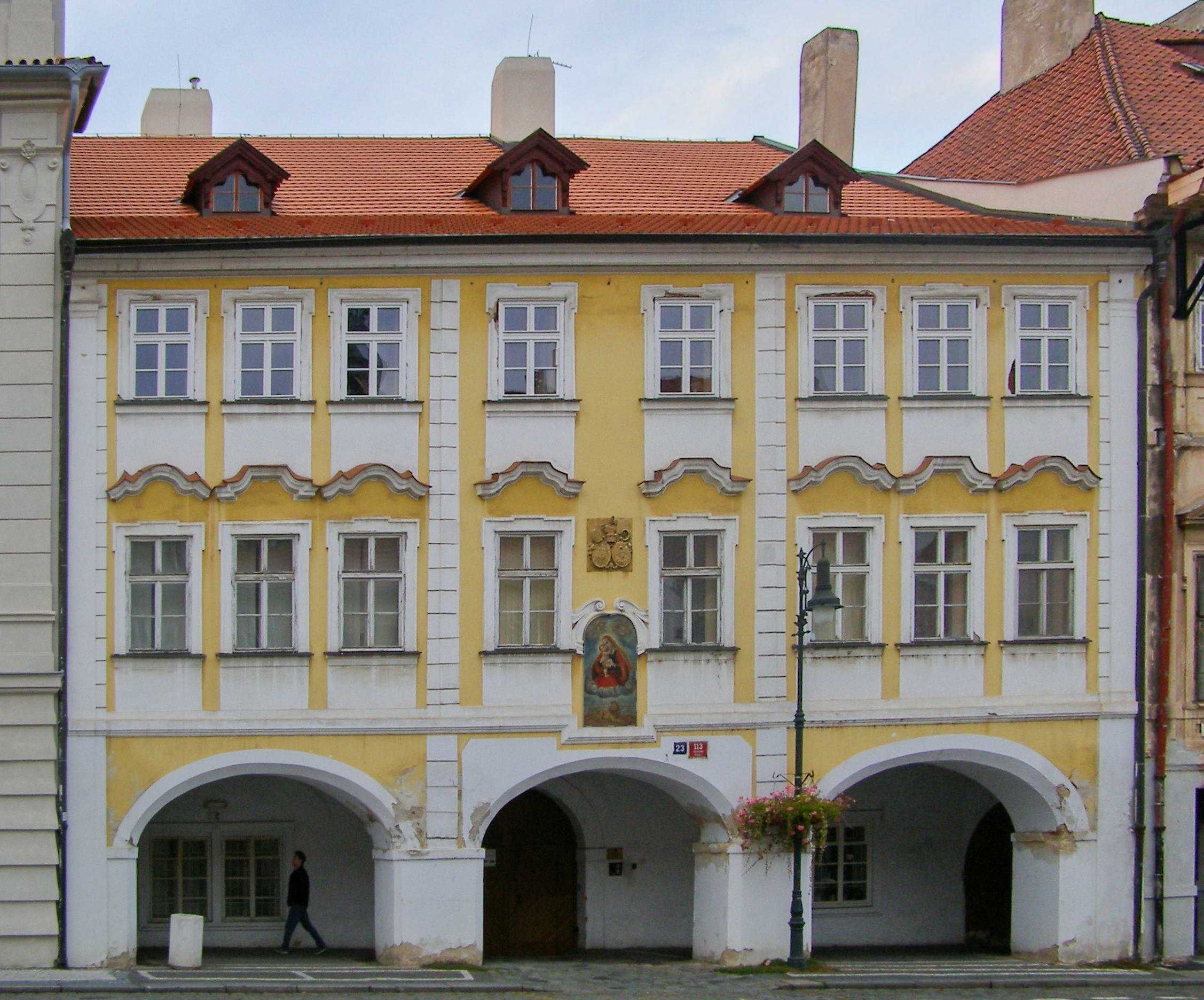
Praha, Pohořelec
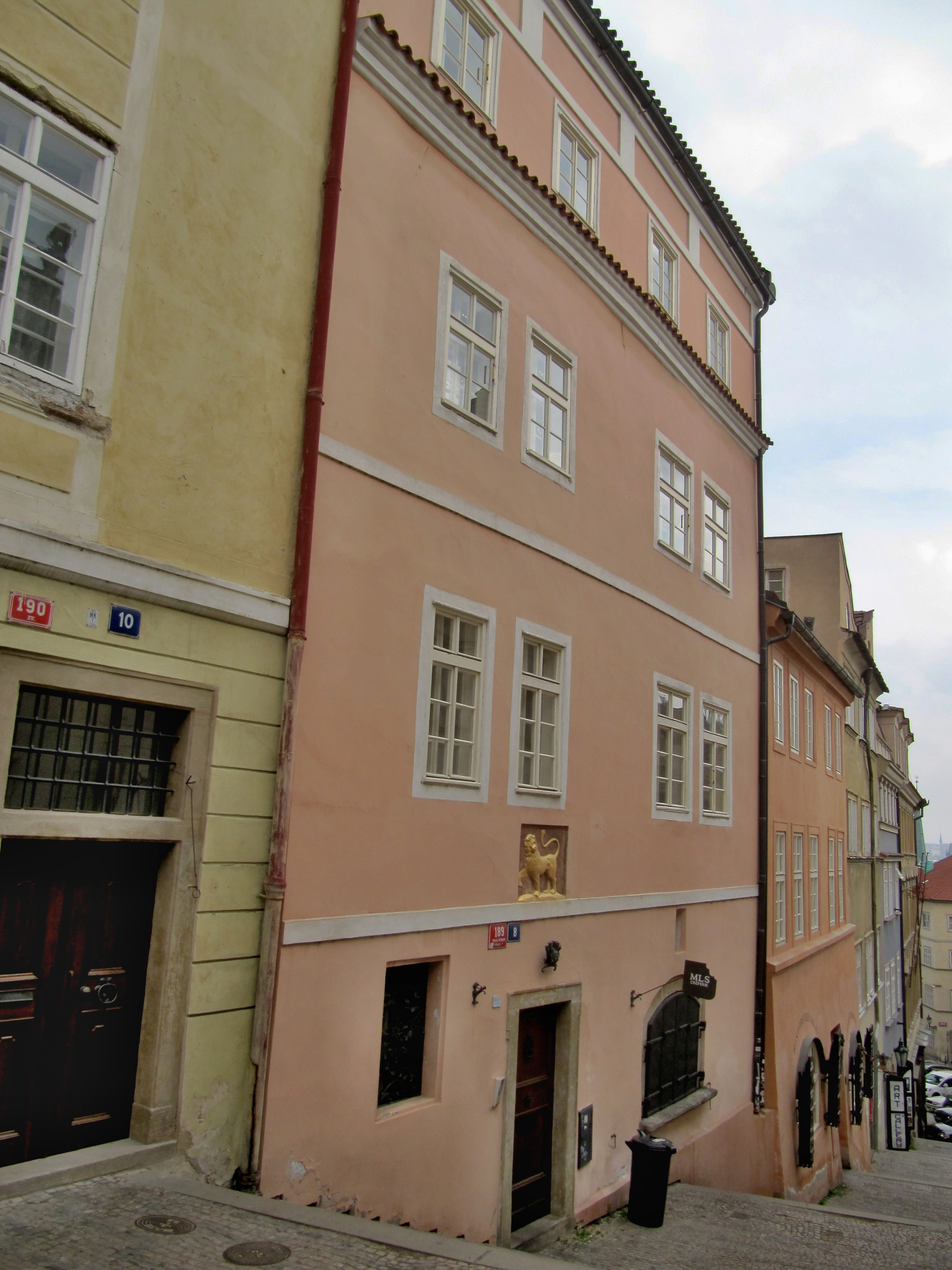
Praha, Zámecké schody
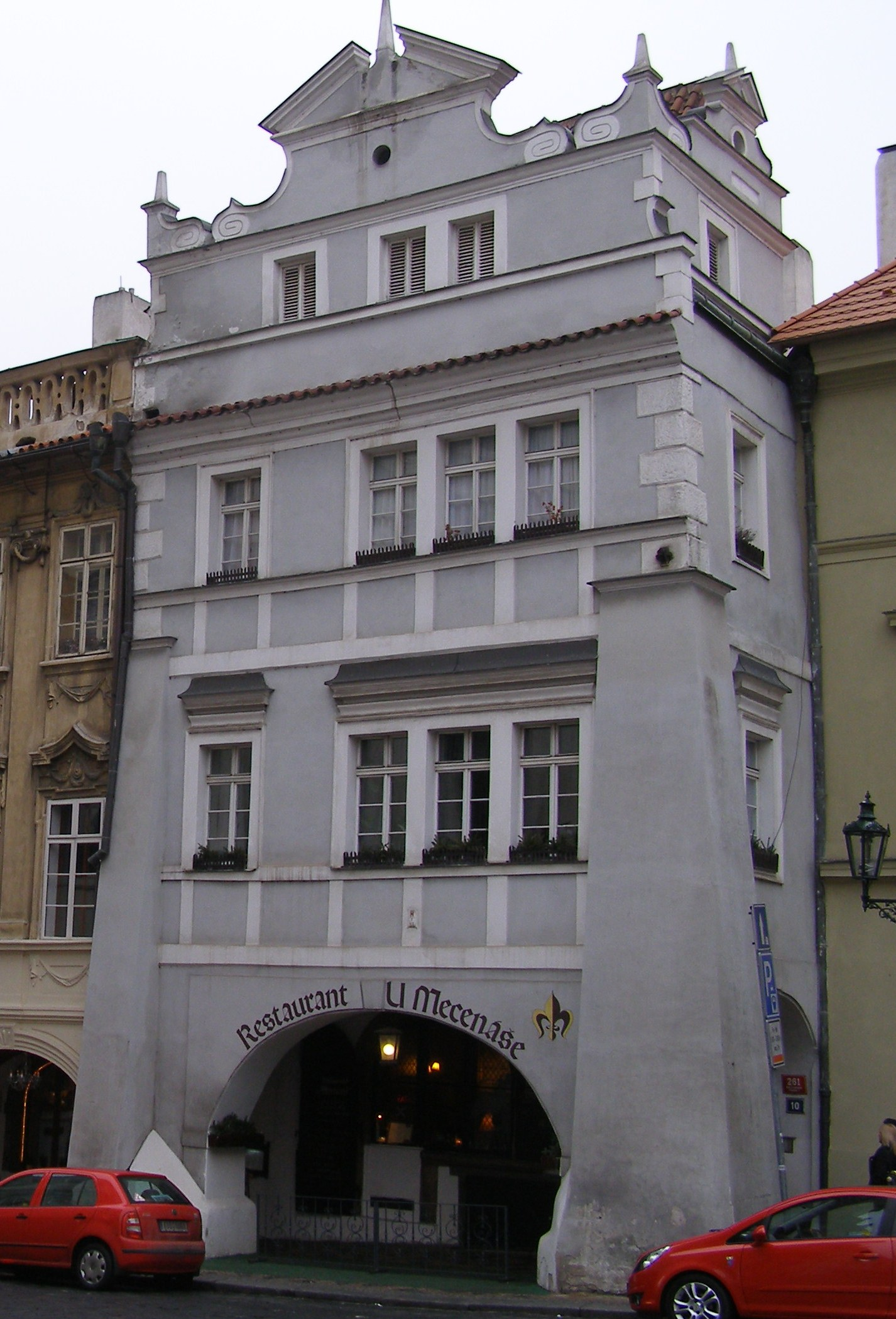
Praha, Malostranské náměstí
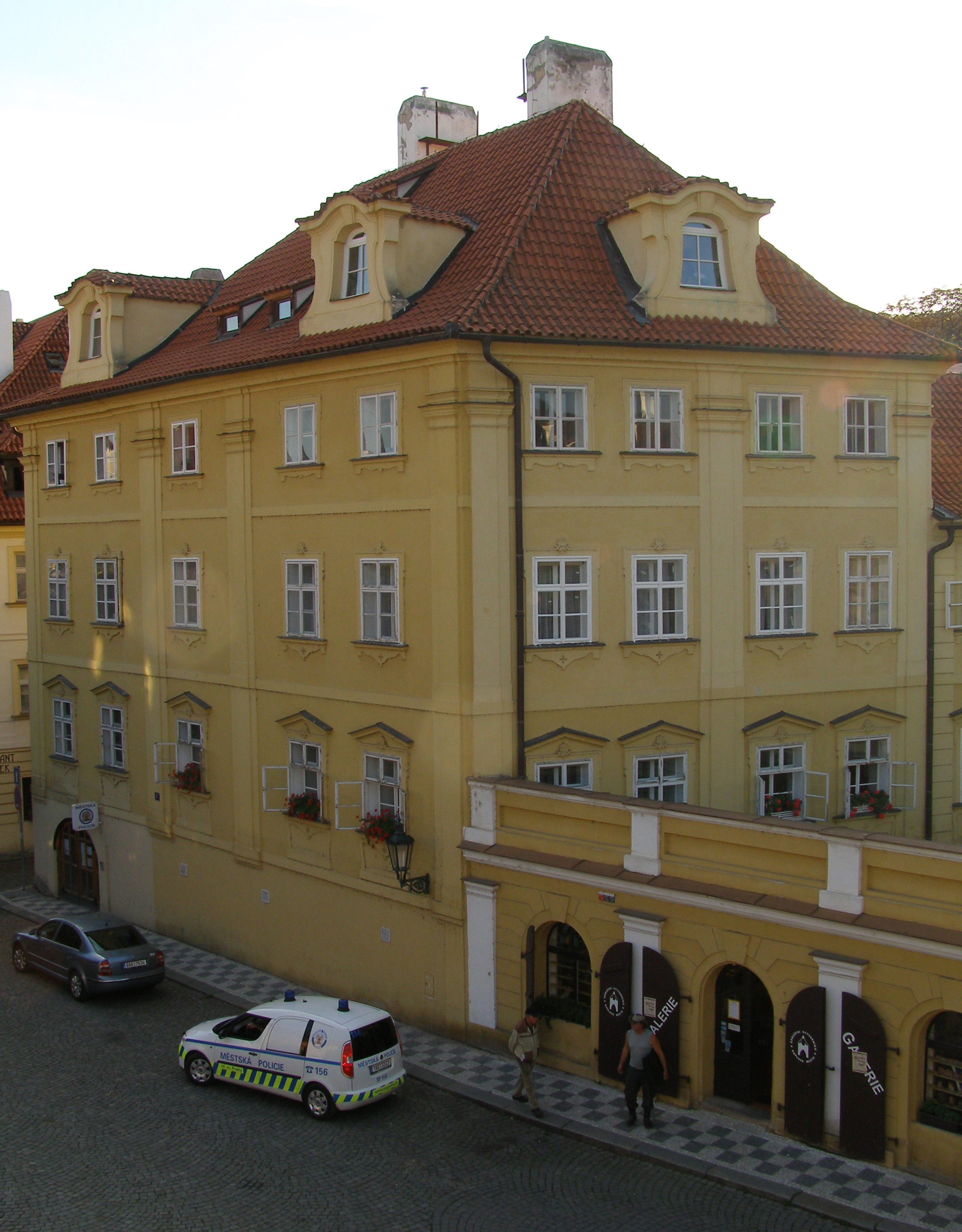
Praha, Hroznová / Na Kampě
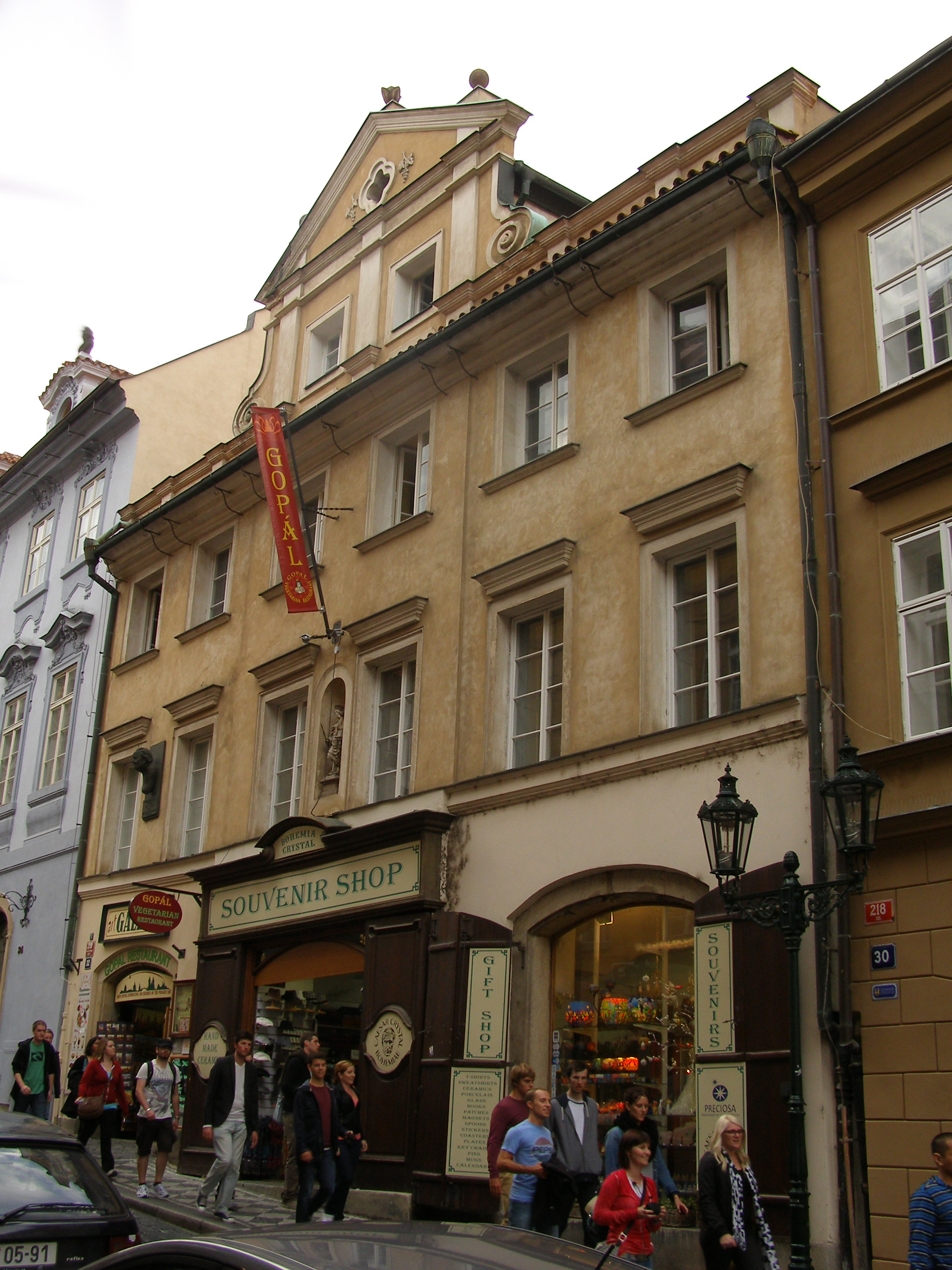
Praha, Nerudova
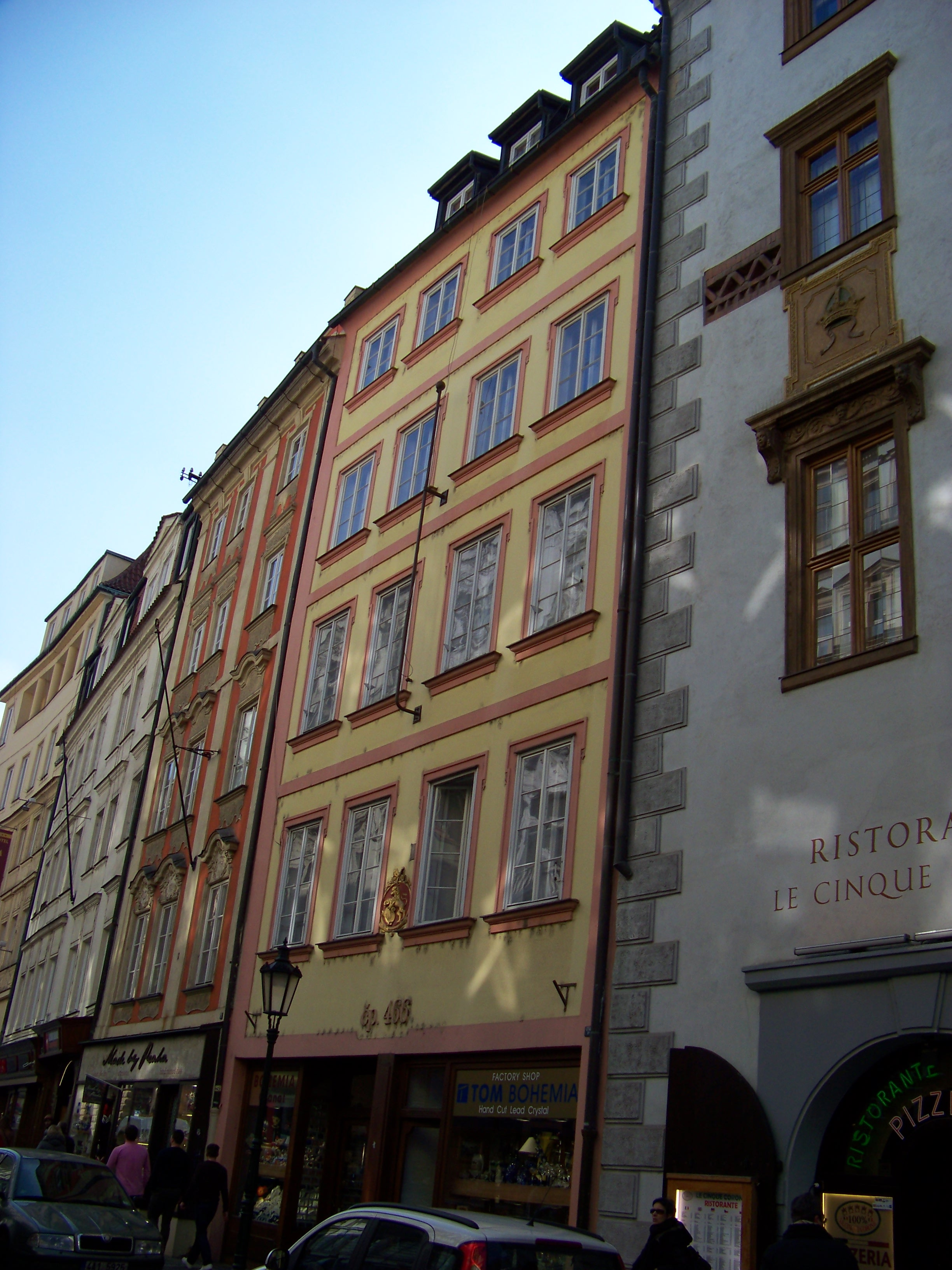
Praha, Melantrichova
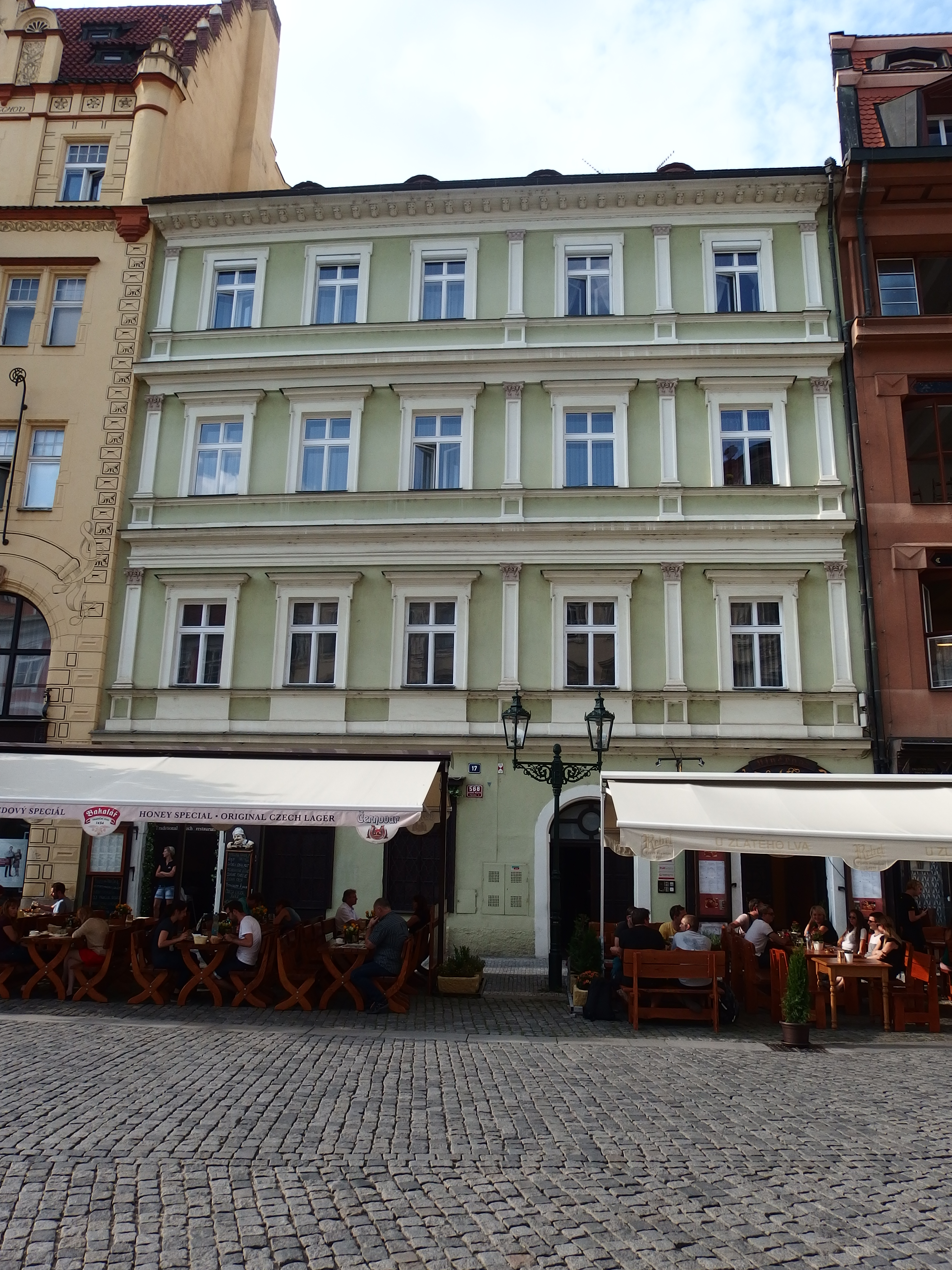
Praha, Ovocný trh

## Podobné názvy
- Dům U Zlatého tygra